# Пибаньшур (деревня)
Пибаньшу́р — деревня в Воегуртском сельском поселении Балезинского района Удмуртии.
Почтовый индекс: 427553.
Деревня стоит на маленькой речке Унтемке — притоке Чепцы. В деревне находится ж.-д. станция Пибаньшур на линии Киров — Пермь. К югу от деревни находится посёлок Балезино-3.

## Население
| 2010 | 2012 | 2014 |
| ---- | ---- | ---- |
| 85   | ↘82  | ↗88  |

В 1961 году численность населения составляла 12 человек, в 2007 году — 104 человека.